# 推古海山
推古海山（すいこかいざん）とは、北太平洋の天皇海山群に位置する海山。約6,500万年前に形成、約6,000万年前に最終噴火があったとされ、その頂上は海面下1572メートルである。